# 柯氏雞屎樹
柯氏雞屎樹（学名：Lasianthus curtisii）为茜草科雞屎樹屬下的一个种。

## 扩展阅读
- 維基物種上的相關：柯氏雞屎樹